# Аспарух

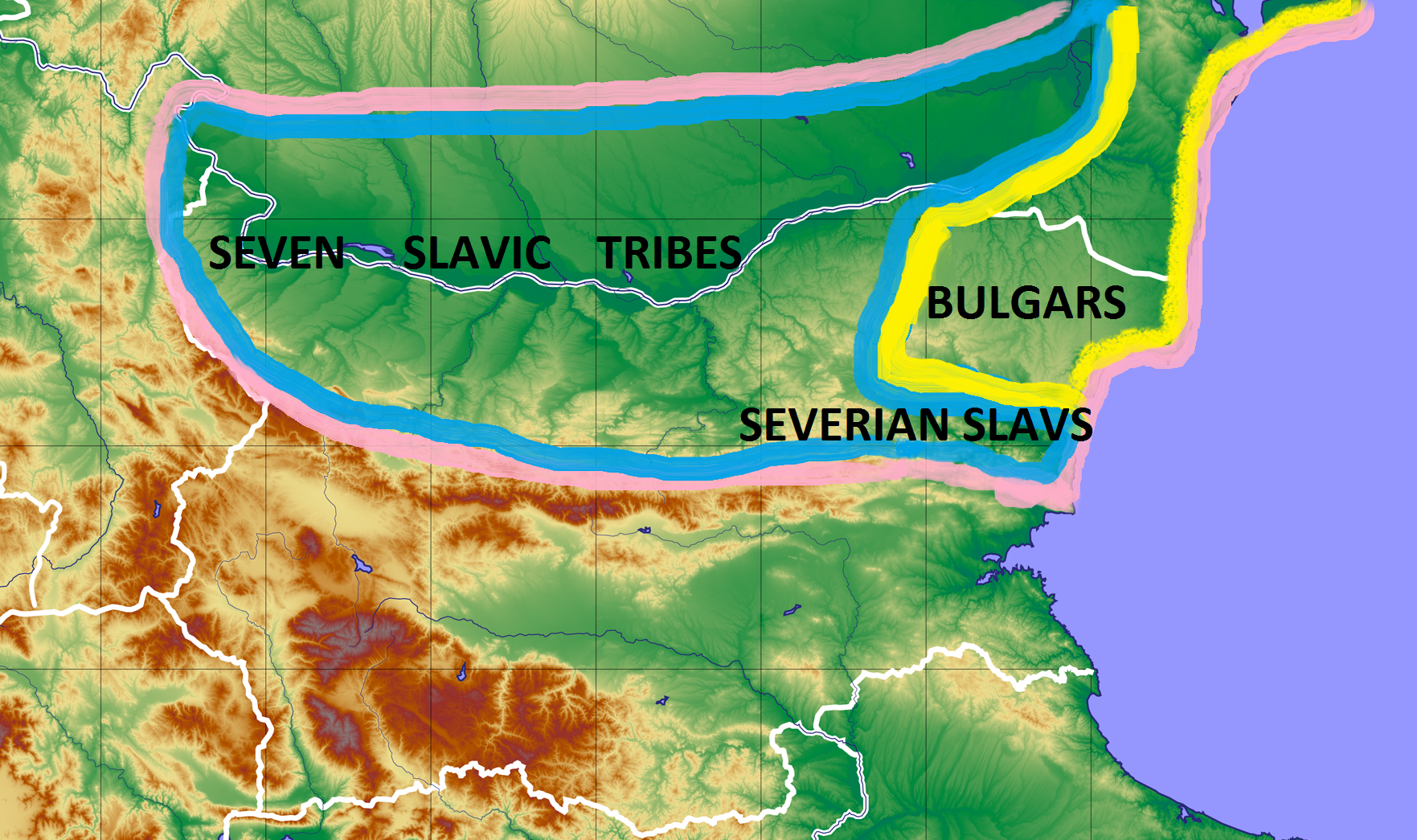
Болгарское государство при хане Аспарухе

Аспару́х (болг. Аспарух; около 640—700) — правитель (хан) булгар из династии Дуло. Основатель Болгарского царства.

## Биография

### Правление
Аспарух — третий сын хана Великой Болгарии Кубрата. После его смерти в 665 году унаследовал часть болгарской орды, а именно племя оногондуров, и был вынужден вести войну с хазарами, которые воспользовались ослаблением болгар вследствие раздела. Под их давлением Аспарух откочевал со своим племенем за Дунай.
Болгарская орда была разделена между пятью сыновьями Кубрата. Аспарух понимал, что его ослабленный разделением народ нуждается в людских ресурсах. Такую поддержку он нашёл в славянских племенах на территории Фракии, Валахии и прилежащих к ним землям около Чёрного моря.
После завоевания Добруджи у Византии в 679 году основал Первое Болгарское царство. Между болгарами и славянами был заключен союз — славяне в битве с Византией выступили пехотой, болгары как конное войско. После тщетных попыток Константина IV покорить болгарские земли, приведших к поражению византийской армии в битве при Онгале, император был вынужден в 681 году признать Болгарское царство. Кочевники-болгары первоначально являлись правящей воинской элитой, а славяне — рядовым населением. Предположительно процесс славянизации болгар начался уже при Аспарухе. Союз со славянами позволил Аспаруху успешно воевать с хазарами на востоке и с Византией на юге.
Расширившись таким образом они возгордились и начали нападать на лагери и местечки под властью римскою находившиеся, и людей уводили в плен: почему царь принужден был заключить с ними мир, согласившись платить ежегодную дань к стыду римского народа по множеству неудач его. (Летопись Феофана Исповедника)
Это признание имело большое политическое значение. Новое государство быстро заслужило уважение соседних стран:
Странно было слышать и дальним и ближним, что подчинивший себе данниками все народы на востоке, на западе, на севере и на юге, теперь сам должен был уступить презренному вновь появившемуся народу.
В 689 году Аспарух разорвал мирный договор с Византией и разбил византийскую армию во Фракии. Поводом для этого стал поход Юстиниана II в Македонию. Его цель была переселить местных славян в Малую Азию. В начале ему сопутствовал успех и он разбил войска болгар и славян. Скорее всего, он сражался с болгарами хана Кубера, младшего брата Аспаруха, который в то время правил населявшей Македонию частью болгарской орды. Юстиниан II дошёл до Фессалоник и переселил большое количество славян. Однако на обратном пути в горных проходах Фракии его поджидало болгарское войско во главе с Аспарухом. Окруженный болгарами Юстиниан II едва смог уйти с множеством раненых, а его войска были разгромлены.
Согласно «Именнику болгарских ханов», правление Аспаруха длилось 61 год, что признаётся недостоверным. По болгарской «Апокрифической летописи» XI века Аспарух погиб в бою с хазарами на Дунае.
Основные сведения по его биографии содержатся в хрониках византийских авторов — Феофана Исповедника и константинопольского патриарха Никифора.

### Смерть хана Аспаруха

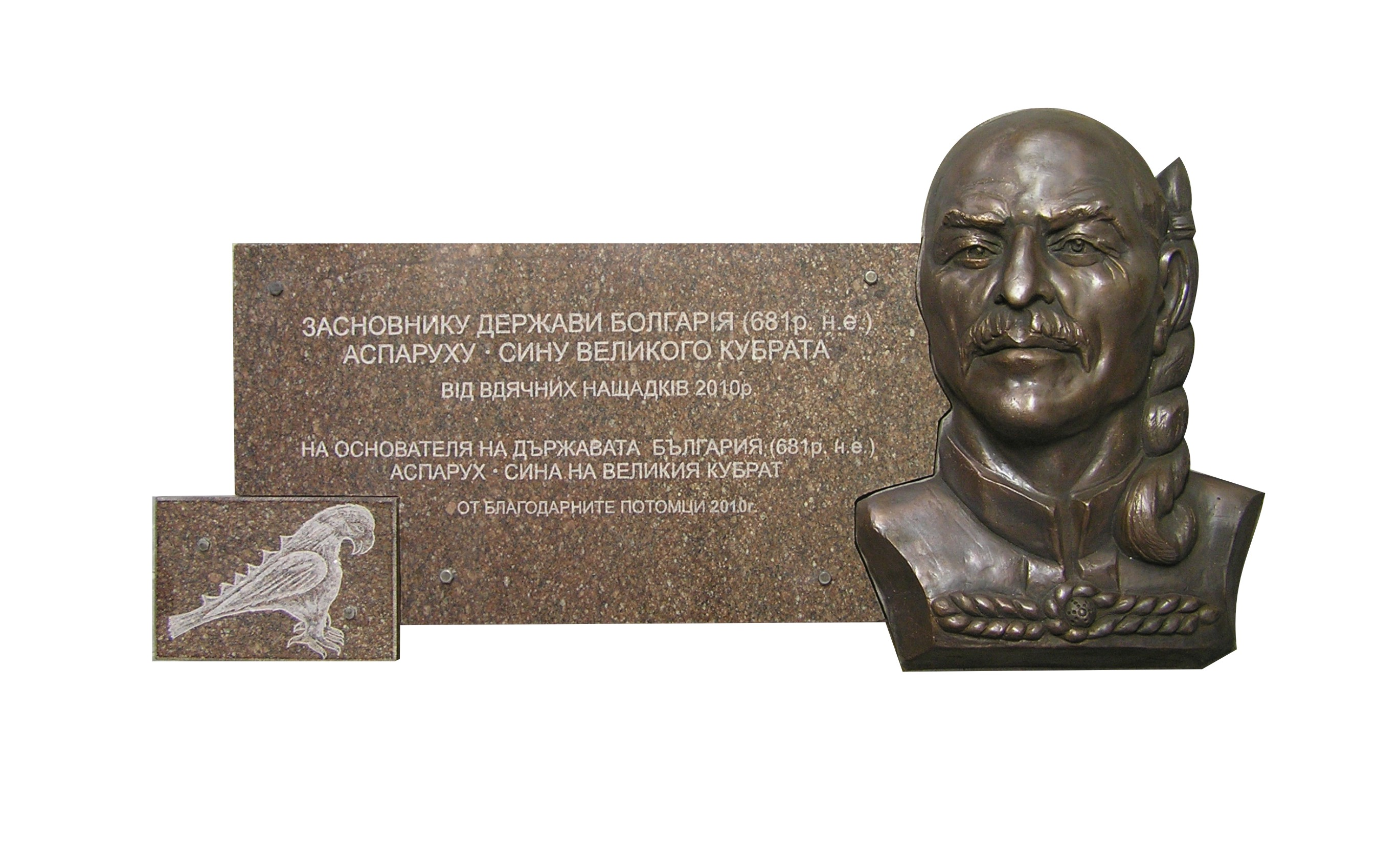
Мемориальная доска хану Аспаруху в Запорожье. Открыта в декабре 2010 г.

По версии некоторых болгарских историков, могила хана Аспаруха найдена на берегу реки Днепр около деревни Вознесенка (ныне в черте города Запорожье). Вознесенский клад содержит большое количество золотых и серебряных предметов, в том числе фигуру серебряного орла, символы на которой сторонники теории интерпретируют как эмблему рода Дуло и надпись «Еспор», сделанную болгарскими рунами. В 2007 году в ходе специальной государственной церемонии саркофаг с землёй из Вознесенки был торжественно установлен в Церкви Сорока Севастийских мучеников в городе Велико-Тырново. В 2010 году по инициативе областного союза болгарской культуры и движения за сохранение исторической памяти болгар в Запорожье была открыта мемориальная доска Аспаруху.

## Современное почитание

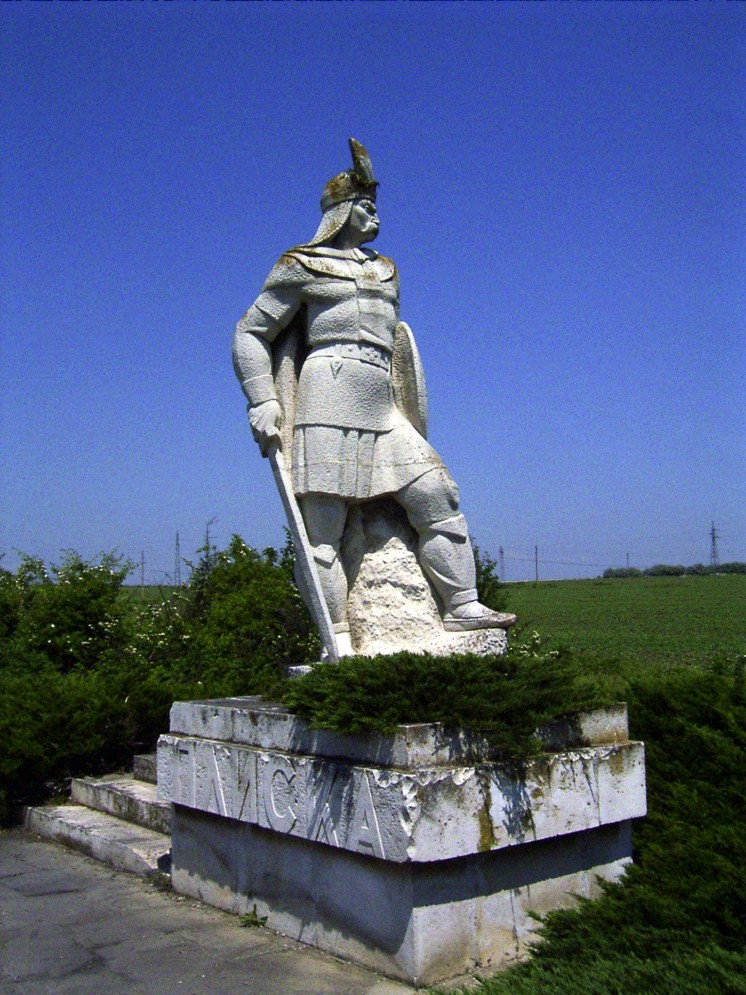
Памятник хану Аспаруху в Плиске

Памятник хану Аспаруху в Добриче

В рейтинге «Самых великих болгар», проведённом Болгарским национальным телевидением, хан Аспарух занял III место.
В честь хана назван город Исперих, самый большой мост в Болгарии — Аспарухов мост, а также много болгарских улиц. В Болгарии установлено множество памятников, самый большой из которых — в городе Добрич.

## Фильмы
- «Болгары», докум. фильм, реж. и сценарист П. Петков, опер. Кр. Михайлов. Производство bTV. 2006 год, Болгария.
- «Хан Аспарух», кинофильм, 1981 г., реж. Людмил Стайков, по роману Евгени Константинова «Дрезговини», София, Болгария.